# Carcagny
Carcagny é uma comuna francesa na região administrativa da Normandia, no departamento Calvados. Estende-se por uma área de 4,17 km². Em 2010 a comuna tinha 283 habitantes (densidade: 67,9 hab./km²).